# Mühlbach am Hochkönig
Mühlbach am Hochkönig osztrák község Salzburg tartomány Sankt Johann im Pongau járásában. 2018 januárjában 1461 lakosa volt. 

## Elhelyezkedése

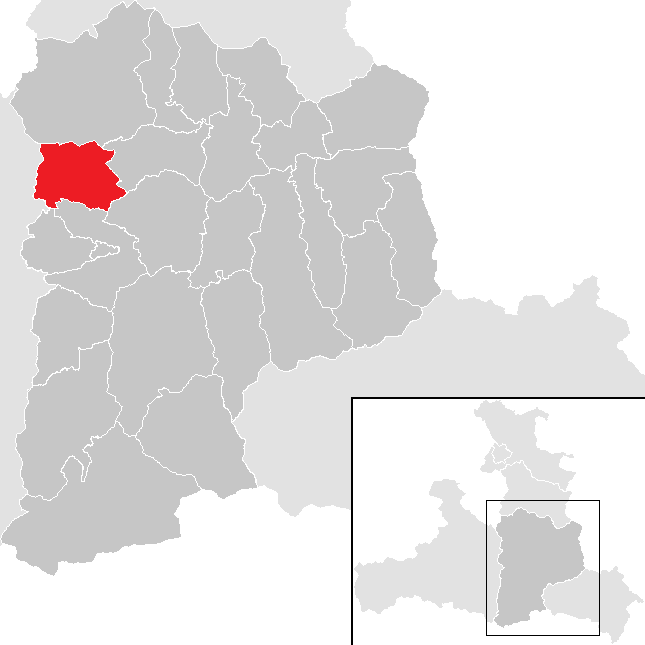
Mühlbach am Hochkönig a St. Johann im Pongau-i járásban

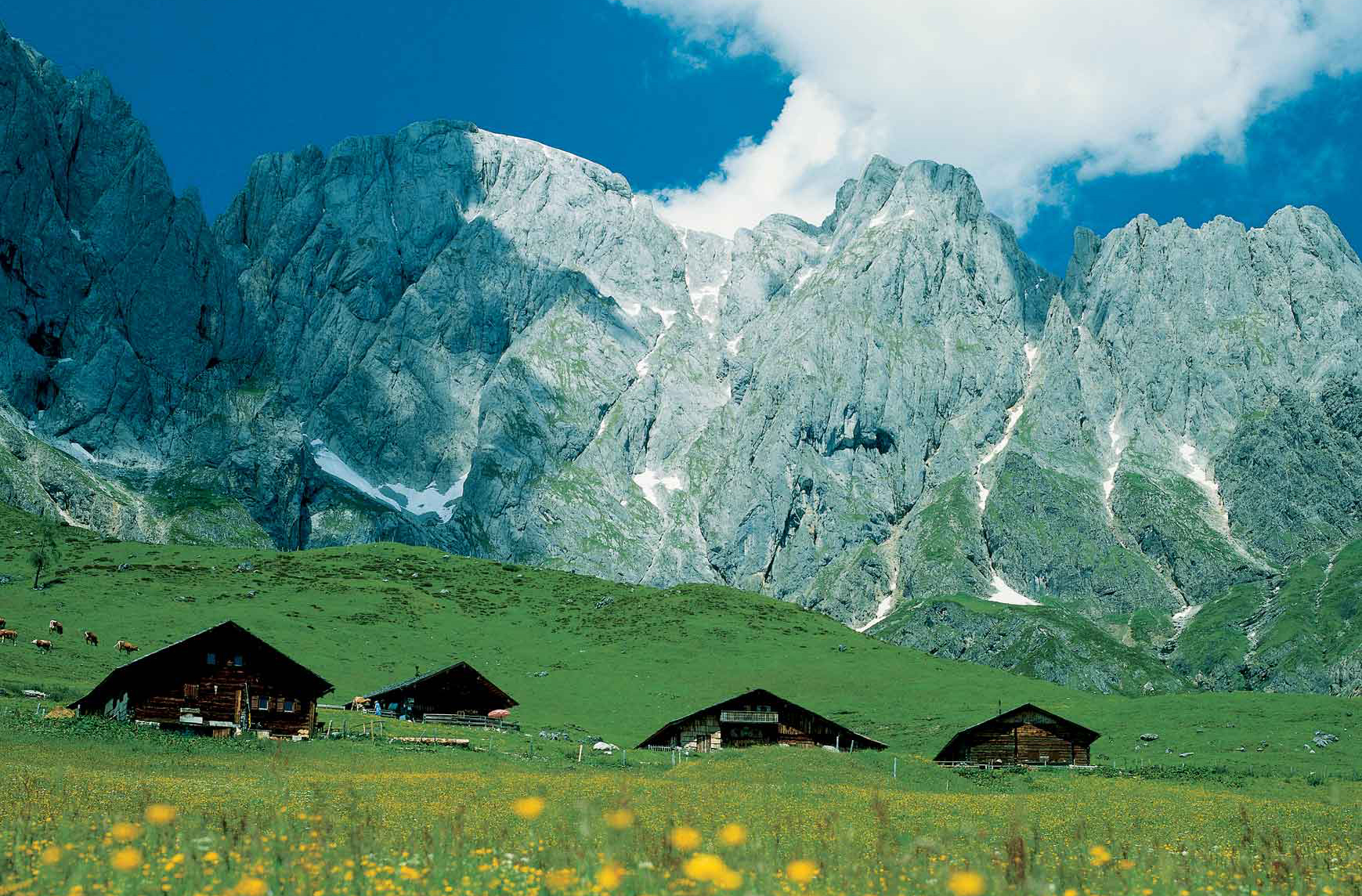
A Hochkönig déli fala

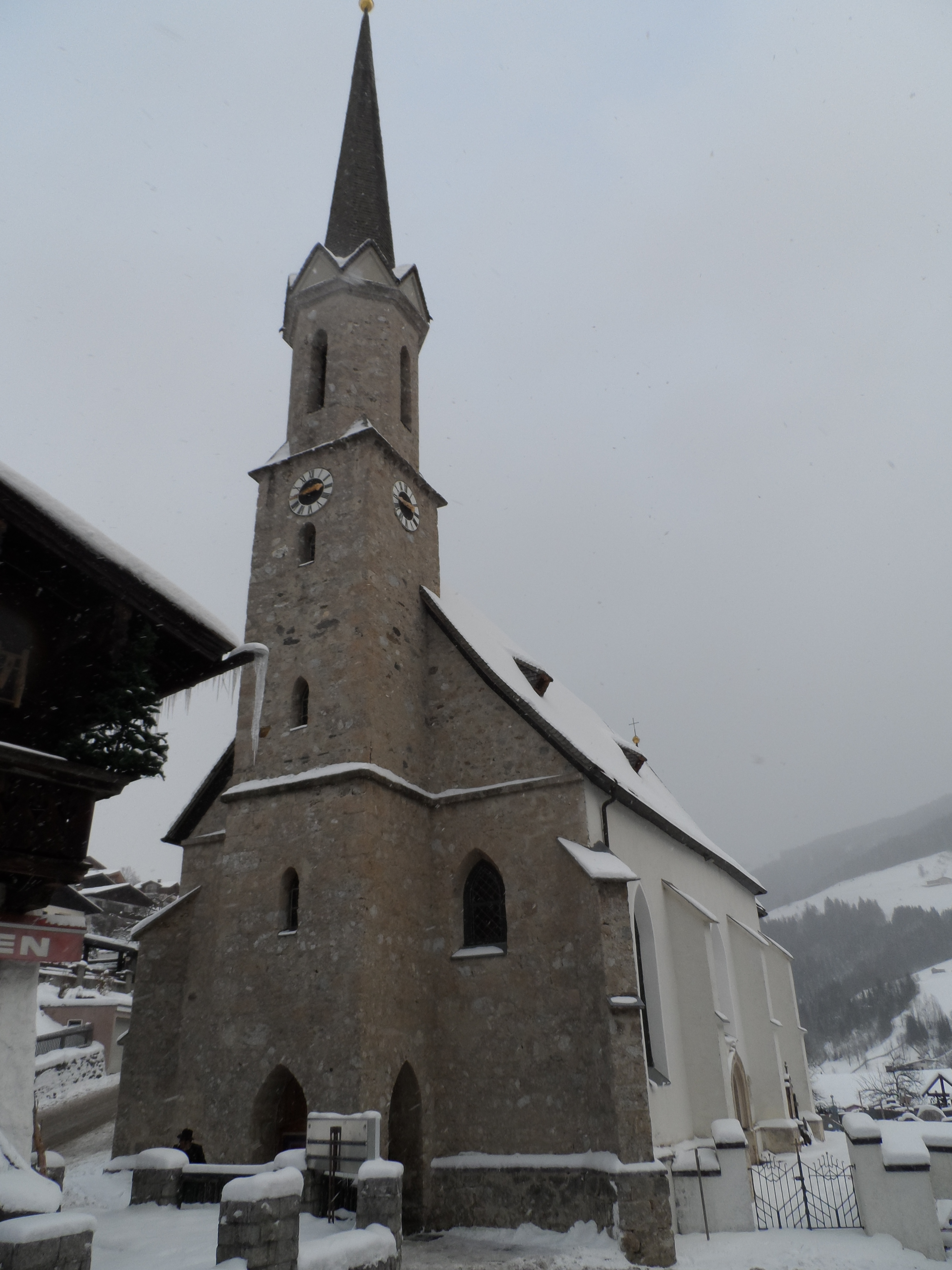
A Szt. Sebestyén-plébániatemplom

Mühlbach am Hochkönig Salzburg tartomány Pongau régiójában fekszik a Mühlbach folyó mentén, az északi Berchtesgadeni-Alpok (és annak legmagasabb csúcsa, a 2941 m magas Hochkönig) és a déli Salzburgi Pala-Alpok között. A községi önkormányzat két települést egyesít: Mühlbach am Hochkönig (1318 lakos 2018-ban) és Schlöglberg (143 lakos). 
A környező önkormányzatok: északra Werfen, északkeletre Bischofshofen, délkeletre Sankt Johann im Pongau, délre Sankt Veit im Pongau és Goldegg, délnyugatra Lend, nyugatra Taxenbach és Dienten am Hochkönig.

## Története
Mühlbachot 1350-ben említik először írásban. 1519-ben Leonhard salzburgi érsek engedélyezte a Szent Sebestyén-kápolna építését, amelyet 1637-ben templommá bővítettek. 1678-ben egyosztályos elemi iskola nyílt a faluban. A falu gazdaságát a 19. századtól a rézbányászat határozta meg. A Mitterbergen már a bronzkorban, 4 ezer évvel ezelőtt is termeltek ki rézércet; az akkori bányászok hevítéses-vízöntéses módszerrel repesztették a sziklát és mintegy 120 méteres tárnát vágtak a hegybe. 1827-ben véletlenül fedezték fel ismét a teléreket és kezdték el a bányászatot. A bányát 1907-ben a Krupp-művek felvásárolta, de az 1929-es gazdasági válság miatt ideiglenesen be lett zárva. A termelés az 1939-es Anschluss után indult meg ismét és a község lakossága 2000 fölé nőtt. Az 1970-es években a réz ára a felére esett és a bányát immár végleg felszámolták.    

## Lakosság
A Mühlbach am Hochkönig-i önkormányzat területén 2017 januárjában 1461 fő élt. A lakosságszám 1971-ben érte el a csúcspontját 2012 fővel, azóta csökkenő tendenciát mutat. 2016-ban a helybeliek 89,7%-a volt osztrák állampolgár; a külföldiek közül 6,4% a régi (2004 előtti), 3,2% az új EU-tagállamokból érkezett. 2001-ben a lakosok 83,8%-a római katolikusnak, 4,3% evangélikusnak, 1,7% mohamedánnak, 8,3% pedig felekezet nélkülinek vallotta magát. Ugyanekkor a nagyobb nemzetiségi csoportot a német (96,1%) mellett a törökök alkották 1,7%-kal.  
A lakosság számának változása:

| 2016 | 1 500 |
| 2018 | 1 461 |

## Látnivalók
- a Szt. Sebestyén-plébániatemplom
- a helytörténeti és bányamúzeum
- a környező hegyekben 140 km-nyi jelzett turistaösvény áll a kirándulók rendelkezésére

## Testvértelepülések
- Stockheim (Németország)

## Fordítás
- Ez a szócikk részben vagy egészben  a   Mühlbach am Hochkönig című német Wikipédia-szócikk ezen változatának fordításán alapul.  Az eredeti cikk szerkesztőit annak laptörténete sorolja fel. Ez a jelzés csupán a megfogalmazás eredetét és a szerzői jogokat jelzi, nem szolgál a cikkben szereplő információk forrásmegjelöléseként.